# Cyrtopodium cristatum
Cyrtopodium cristatum är en orkidéart som beskrevs av John Lindley. Cyrtopodium cristatum ingår i släktet Cyrtopodium, och familjen orkidéer. Inga underarter finns listade i Catalogue of Life.

## Bildgalleri

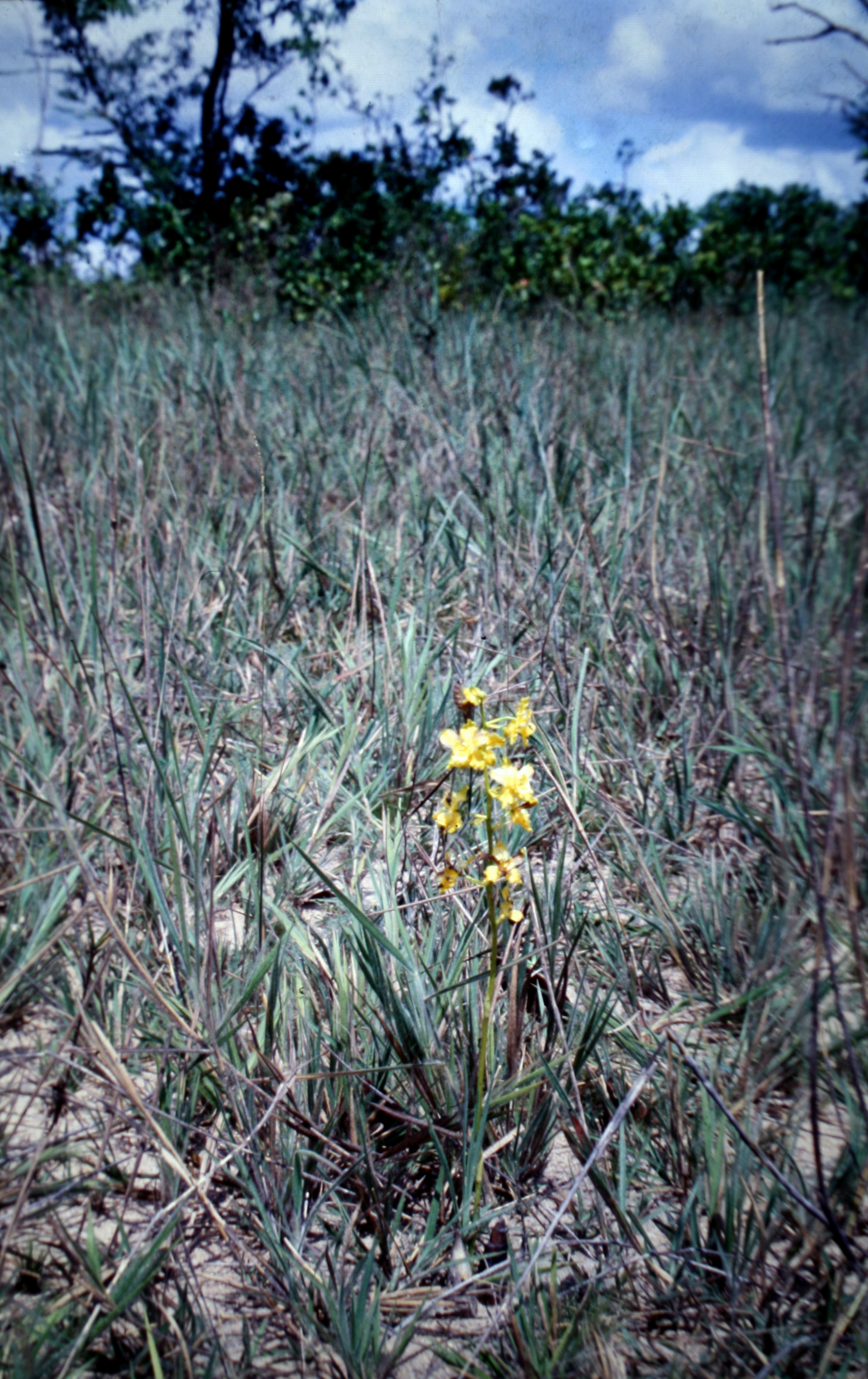
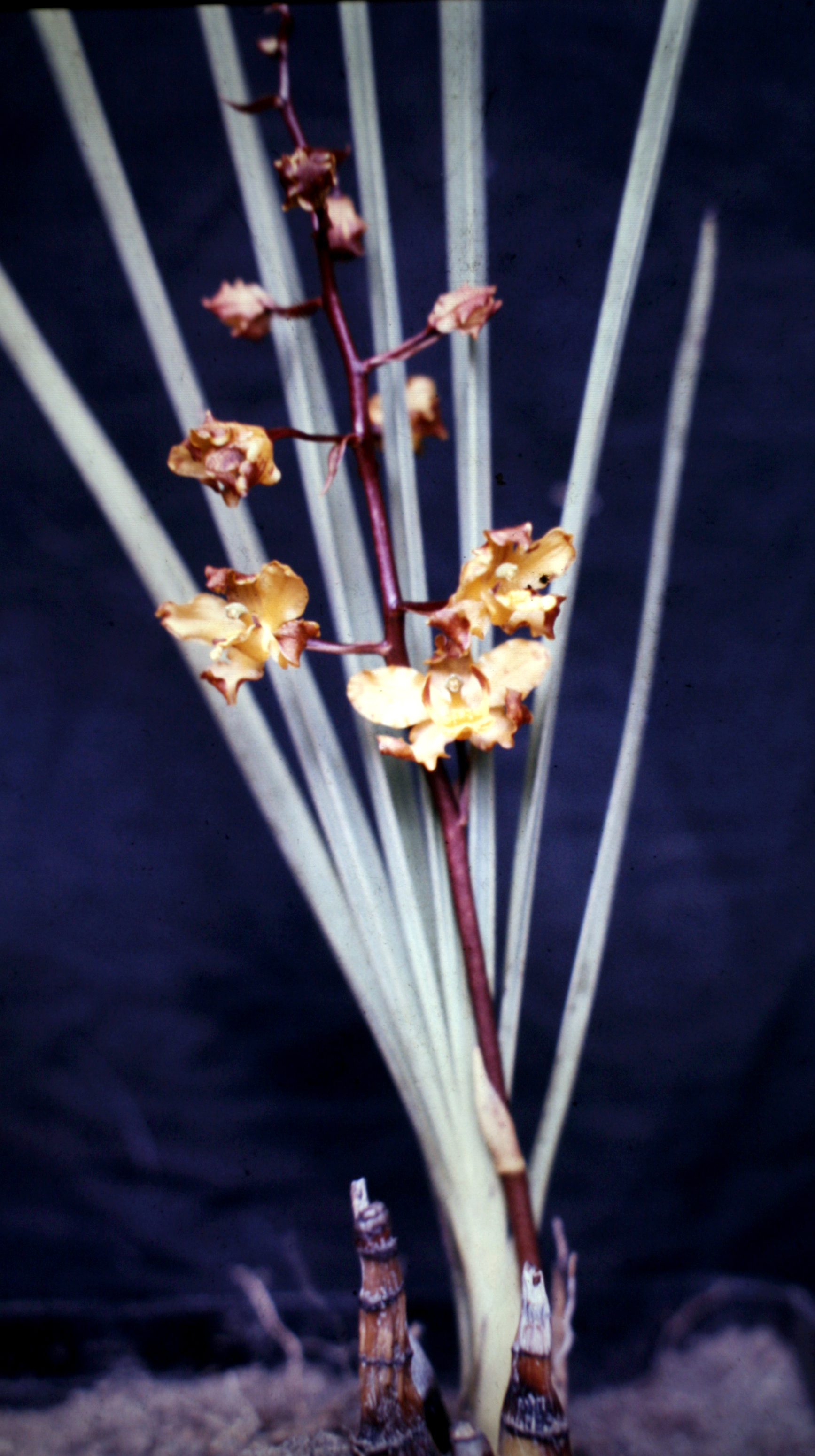
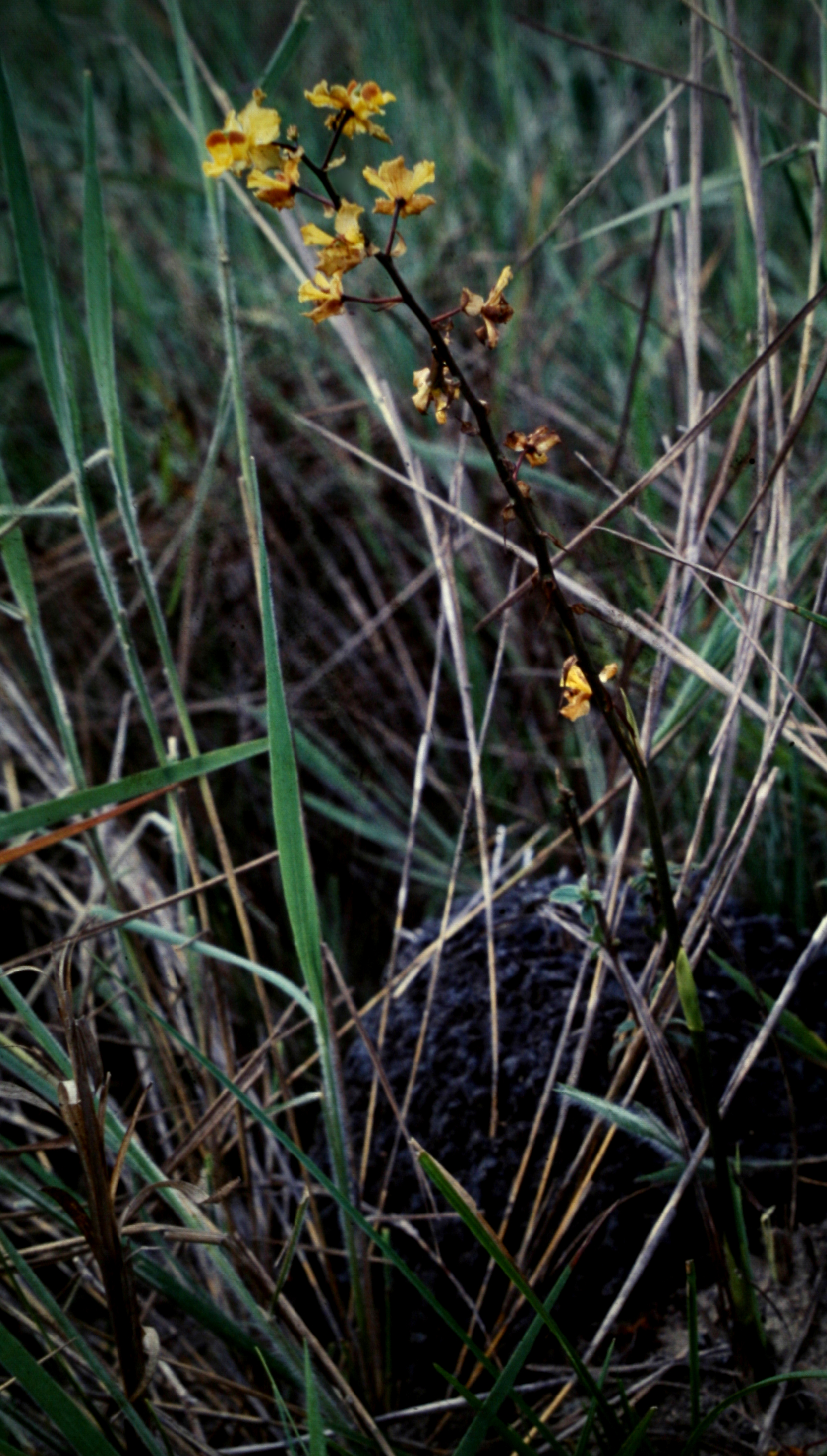
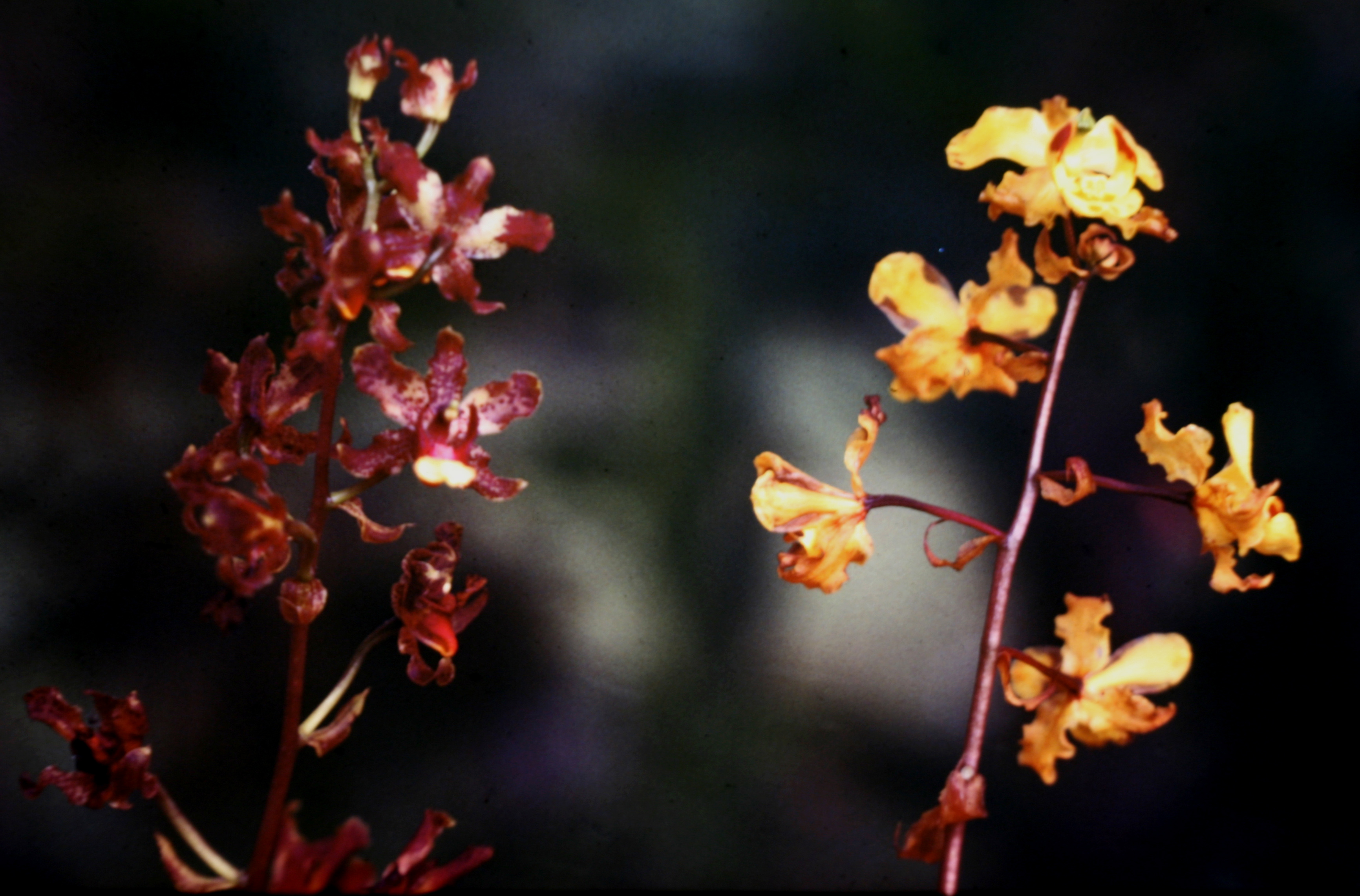